# Nozoe Tetsuo
Nozoe Tetsuo (japanisch 野副 鉄男; * 16. Mai 1902 in Sendai; † 4. April 1996 in Tokyo) war ein japanischer Chemiker.

## Leben
Nozoe experimentierte bereits als Kind in der Gartenhütte seiner Eltern. Er studierte an der Kaiserlichen Universität Tōhoku in Sendai und beschäftigte sich unter der Ägide seines Doktorvaters Majima Rikô mit der Synthese von Thyroxin.
Später ging er an die Kaiserliche Universität Taihoku (heute Nationaluniversität Taiwan) in der japanischen Kolonie Taiwan, wo er erst als Assistenzprofessor und ab 1937 als ordentlicher Professor lehrte. 1935 isolierte er das Hinokitiol, die erste bekannte nichtbenzoide aromatische Verbindung (sie gehört zu den Tropolonen und wurde aus Zedern gewonnen). Dafür wurde er 1951 mit dem Asahi-Preis ausgezeichnet. Auch als die Republik China die Insel Formosa besetzte, blieb er drei weitere Jahre dort. 1948 wurde er dann Professor an der Universität Tōhoku. Sein chemisches Fachgebiet waren die siebengliedrigen Tropolone, deren Synthese ihm 1949 gelang.
Motiviert durch ein Autograph von Albert Einstein, welches er bei Einsteins Besuch in Japan 1922 erhielt, fing er an, weitere Autographen von Naturwissenschaftlern zu sammeln. Als er 1953 erstmals das westliche Ausland besuchte, einen IUPAC-Kongress in Stockholm, begann er von internationalen Chemikerkollegen Autogramme und andere schriftliche Eintragungen zu sammeln. In den folgenden 41 Jahren konnte er in seinen Büchern auf 1179 Seiten etwa 4000 Einträge, Autogramme und handschriftliche chemische Formeln zusammentragen.
Die Originalbücher liegen inzwischen im Archiv der Tōhoku-Universität.

## Privates
Nozoe war verheiratet mit Horiuchi Kyoko und hatte vier Kinder. Sein Sohn Shigeo und seine Tochter Yoko wurden auch Chemiker, sein Schwiegersohn war der Chemiker Satoru Masamune. Zwei Enkeltöchter und ein Enkel haben ebenfalls Chemie studiert.

## Werk
- Seventy Years in Organic Chemistry (= Profiles, Pathways, and Dreams). American Chemical Society, Washington DC 1990, ISBN 0-8412-1769-6
- 有機化学. Hirokawa Shoten, Tokio 1970 (Band 1) und 1972 (Band 2)
- Topics in Nonbenzenoid Aromatic Chemistry. Hirokawa Shoten, Tokio 1974 (Band 1) und 1977 (Band 2)

## Auszeichnungen
- Asahi-Preis, 1951
- Preis der Japanischen Akademie der Wissenschaften, 1953[1]
- Person mit besonderen kulturellen Verdiensten, 1958
- Kulturorden, 1958[1]

## Weiterführende Literatur
- Tetsuo Nozoe (1902–1996). In: European Journal of Organic Chemistry. Vol. 2004, Nr. 4, 2004, S. 899–928, doi:10.1002/ejoc.200300579.
- S. Noma (Hrsg.): Nozoe Tetsuo. In: Japan. An Illustrated Encyclopedia. Kodansha, 1993. ISBN 4-06-205938-X, S. 117.